# Freya emarginata
Freya emarginata là một loài nhện trong họ Salticidae.
Loài này thuộc chi Freya. Freya emarginata được Frederick Octavius Pickard-Cambridge miêu tả năm 1901.